# Casa consistorial de Johannesburgo
La casa consistorial de Johannesburgo es un edificio eduardiano construido en 1914 por la empresa constructora Hawkey y McKinley. El plano del edificio fue elaborado en 1910 y la construcción se inició en 1913 y finalizó en 1914. La Legislatura Provincial de Gauteng ocupa actualmente el edificio.  El Ayuntamiento ha sido escenario de numerosos acontecimientos políticos en sus inmediaciones, desde manifestaciones hasta la explosión de una bomba en 1988. 

## Historia

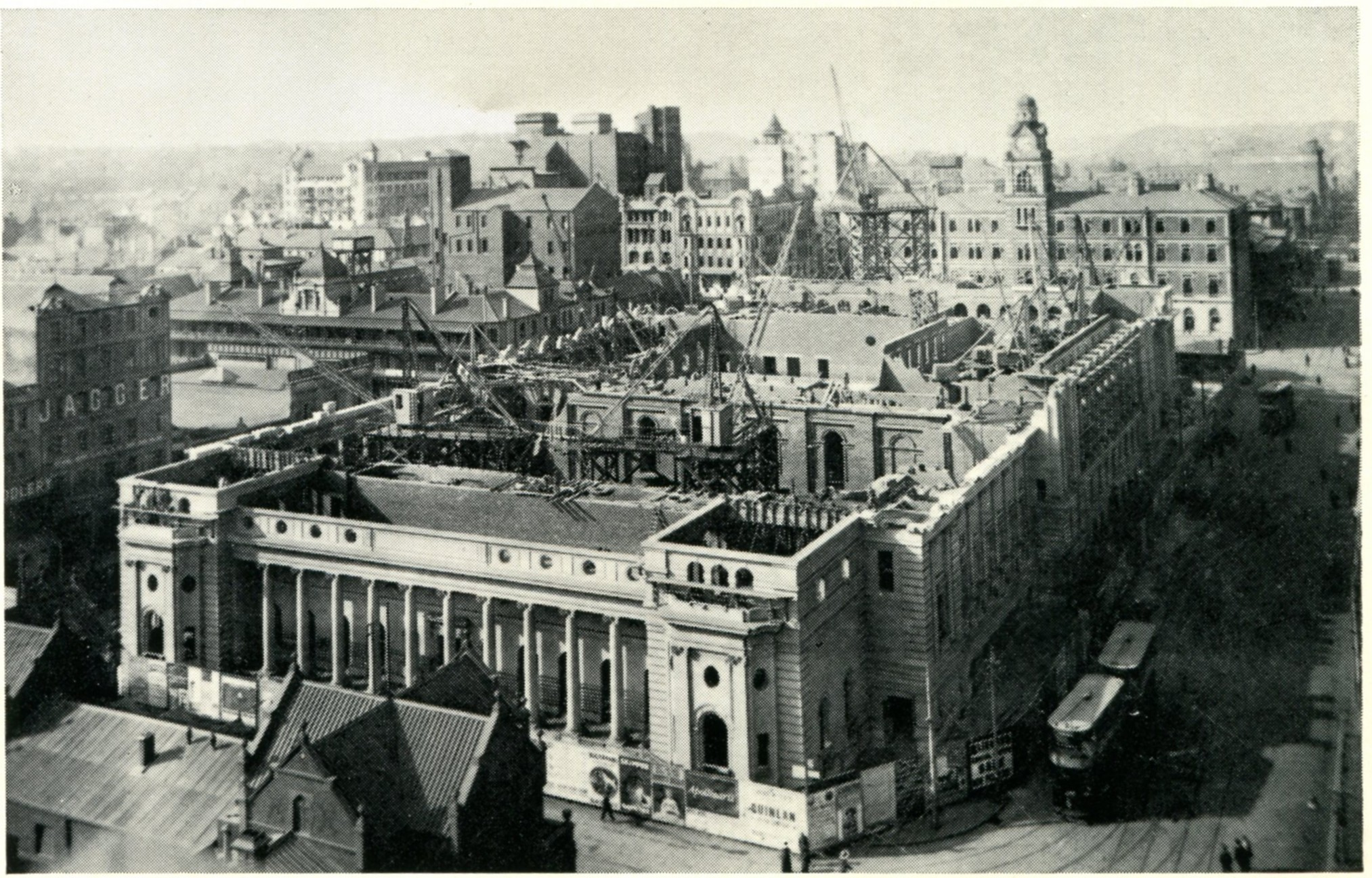
Construcción

En 1909 se convocó un concurso para diseñar el nuevo Ayuntamiento. Sólo se permitió la participación de arquitectos residentes en Sudáfrica y las propuestas fueron evaluadas por Leonard Stokes, vicepresidente del Real Instituto de Arquitectos Británicos, y la decisión se tomó en marzo de 1910. Una firma de arquitectura deCiudad del Cabo, Hawke and McKinlay, ganó el concurso para diseñar el nuevo edificio, pero hubo que esperar hasta el 17 de febrero de 1912 para que Mattheus Meischke recibiera la licitación para construir el edificio, que costaría 503.000 libras esterlinas. El sitio elegido fue el extremo oriental de Market Square, donde el Ayuntamiento de Johannesburgo compró la mitad al Gobierno sudafricano y luego donó la otra mitad con la condición de que se construyera un ayuntamiento. El 29 de noviembre de 1910, el príncipe Arturo, duque de Connaught y Strathearn, colocó la primera piedra del Ayuntamiento en un terreno anteriormente conocido como Market Square. Finalizado en diciembre de 1914, el Ayuntamiento fue inaugurado oficialmente el 7 de abril de 1915 por el Gobernador General sudafricano Lord Buxton, después de haber recibido una llave de oro del constructor, Mattheus Meischke, y el edificio estuvo abierto al público durante dos días. El edificio ya estaba en uso oficialmente antes, habiéndose inaugurado el 26 de enero de 1915.

## Diseño de edificio antiguo

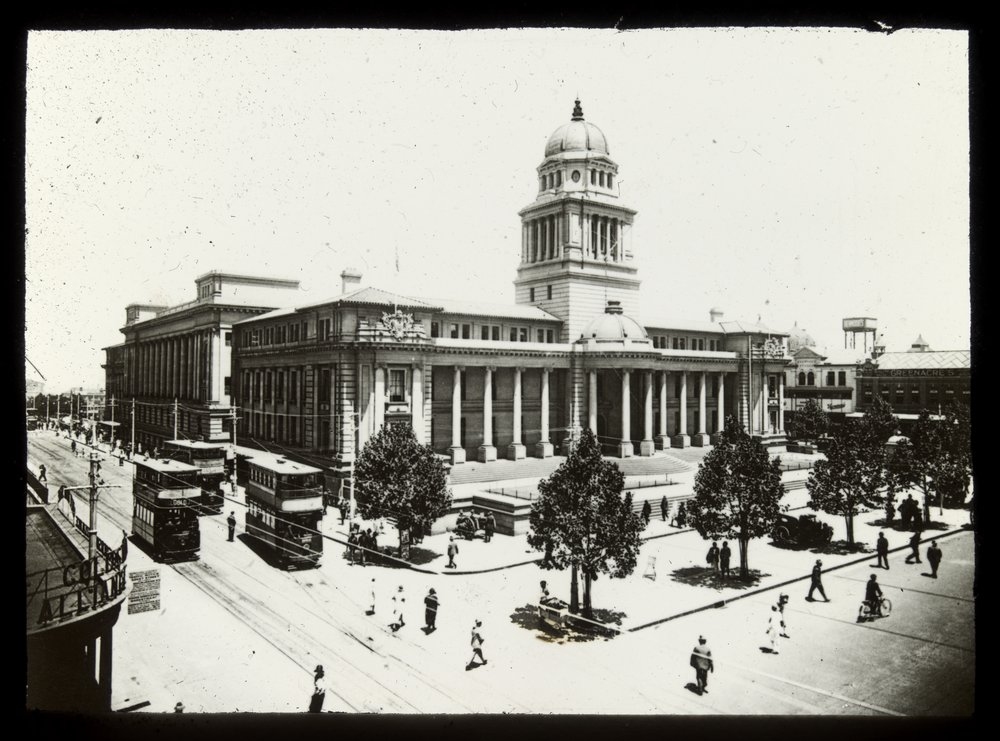
Antes de su reconstrucción en 1937

El 5 de septiembre de 1928, Johannesburgo fue proclamada ciudad por el administrador del Transvaal, J. H. Hofmeyer, frente a una multitud reunida en la plaza del actual Ayuntamiento. En 1937, el Ayuntamiento fue sometido a nuevas construcciones cuando se desmanteló la torre y se añadió un piso adicional al edificio para luego reconstruir la torre. El 12 de octubre de 1979, el Ayuntamiento fue designado Monumento Nacional. Después de las elecciones sudafricanas de 1994, la Legislatura provincial de Gauteng se trasladó de Pretoria a Johannesburgo y el 21 de octubre de 1995 el Ayuntamiento se convertiría en su nueva sede. El Ayuntamiento de Johannesburgo vendió el Ayuntamiento en noviembre de 2001 por R$ 20 millones a la Legislatura Provincial de Gauteng, y la transferencia legal se produjo en 2003. La venta del Ayuntamiento también incluyó el estacionamiento Harry Hofmeyr, las áreas de archivo de la Biblioteca Municipal de Johannesburgo y los Jardines Beyers Naude, que se encuentran entre la biblioteca y el ayuntamiento.El estilo se describe como barroco eduardiano con un pórtico de columnas jónicas y una torre con una entrada en media cúpula descrita como neorrenacentista. El edificio está diseñado en dos mitades, con el lado este compuesto por las oficinas municipales que dan a la calle Rissik y el lado oeste que contiene el Ayuntamiento, frente a la calle Harrison.
A sesenta metros de la entrada principal de la calle Rissik hay una pequeña plaza pavimentada con piedra, originalmente con jardineras. : 248 Durante el proyecto Civic Spine de 1989-91, la calle Rissik, entre el Ayuntamiento y la Oficina de Correos, se dobló frente a la plaza para dar cabida a una fuente y obeliscos en el centro de la calle. Unos escalones de granito conducen a la entrada, que consta de un pórtico con columnas que recorre todo el frente del edificio y con una torre central abovedada encima. El vestíbulo de entrada de mármol y mosaicos tenía corredores que conducían de izquierda a derecha a los departamentos municipales, mientras que una escalera de mármol conducía al primer piso, que consistía en la cámara del consejo, las salas de los comités, la biblioteca de los concejales y el vestíbulo con el salón del alcalde frente a la plaza. La cámara del consejo estaba abovedada con yeso ornamental y acabados de roble, y las salas de los comités tenían un acabado similar. En la planta baja, debajo de la cámara del consejo, se encontraba el Salón de Tasas, al que se accedía desde los lados norte y sur del edificio en las calles President y Market. El edificio tenía originalmente un patio abierto en el centro.
La entrada occidental de President Street da a la ahora rebautizada plaza Beyers Naude, con la Biblioteca de la Ciudad de Johannesburgo más allá. Desde esa calle hay cinco puertas que llevan al vestíbulo de entrada y al ayuntamiento, mientras que dos escaleras a cada lado conducen a la galería, mientras que en el propio vestíbulo, el órgano está frente a la entrada. La sala está decorada con yeso, dorado y carpintería. Selborne Hall, accesible desde President Street, se encuentra en el primer piso. El órgano de la nueva sala fue construido por Noman & Beard de Norwich según las especificaciones del Dr. Alfred Hollins. El órgano fue ensamblado por AMF Tomkins de Cooper, Gill y Tomkins bajo la supervisión de Herbert Norman. El órgano se abrió al público por primera vez el 4 de marzo de 1916 con un recital inaugural a cargo de Alfred Hollins. En la década de 1920 se utilizó para presentar recitales los domingos por la noche y durante la hora del almuerzo los martes por la tarde. Se decía que el órgano era el más grande del continente africano y en un tiempo fue el segundo órgano más grande del hemisferio sur.
Las paredes exteriores son de ladrillo pero están revestidas con piedra de borde aserrada del Estado Libre llamada Flatpan Freestone. Parte del techo está revestido de tejas, originalmente de tejas verdes españolas, pero ahora están revestidas de tejas rojas replicadas en Pretoria, mientras que otras partes del techo son de cemento y hierro corrugado. Las paredes interiores están hechas de yeso, caoba, roble y teca según la ubicación y el uso de las habitaciones. Si bien el material del suelo varía según la ubicación y sus usos y podría consistir en mármol, mosaicos, corcho americano y arce.